# Teatro Primo Ferrari
Il Teatro Paolo Ferrari di San Marcello, in provincia di Ancona, è lo storico teatro della città.

## Storia
La costruzione del teatro fu avviata nel 1868 dalla Società Filodrammatica presieduta da Emilio Gregorini. L'edificio sorge nell'antica sede municipale ampliata con l'acquisto di un edificio di proprietà dello jesino Domenico Bellardinelli. Il teatro fu progettato dall'ingegnere Enrico Medi di Monte San Vito ed i lavori furono terminati nel 1871. A seguito del sisma del 1930 l'edificio fu danneggiato. I lavori di restauro proseguirono fino al 1938, anno nel quale fu riaperto.

## Architettura e decorazioni
Il teatro si presentò al pubblico rinnovato al suo interno con la trasformazione del secondo ordine di palchi in balconata aperta e l'inserimento della cabina per le proiezioni cinematografiche. All'esterno manca di una vera facciata, facendo corpo unico con le antiche mura castellane che ne sostengono uno dei muri perimetrali. L'accesso alla sala degli spettacoli è possibile solo servendosi di un'unica ripida scala a più rampe che prosegue fino a raggiungere i palchi e la soprastante balconata. La pianta della sala è a "U" anche a causa dell'esigua estensione dell'ambiente in cui è stata ricavata. La platea è circondata da una serie di pilastri lignei che sorreggono un primo ordine di undici palchi ed un secondo ordine, trasformato in balconata aperta, che conserva ancora gli elementi di base dei vecchi pilastrini di sostegno. Le balaustre a fascia sono decorate con stucco dorato su fondo verde pallido e lillà con motivi geometrici e floreali, clipei e strumenti musicali. Il medesimo abbinamento di colori è riproposto anche nelle decorazioni della volta che ha al centro un rosone apribile per il passaggio del lampadario. Il boccascena è fiancheggiato da larghe paraste chiuso in alto da un architrave leggermente arcuato.

## Il nome Paolo Ferrari
Il teatro è intitolato al commediografo modenese Paolo Ferrari (Modena 1822 - Milano 1889) la scelta di questo nome, come ricorda Cotulelli nel suo saggio storico sul Teatro, "diede un momento di gloria ad un oscuro fabbro del luogo che aveva tanto lavorato di mazza e di forgia per preparare i pezzi necessari alla stabilizzazione del teatro. Infatti i cittadini di San Marcello, nella loro maggioranza non adusi a consultare le Enciclopedie, confusero il P.Ferrari con Primo Ferrari, che era appunto lo sconosciuto fabbro.